# Руднєв Борис Кузьмич
Бори́с Кузьми́ч Руднє́в (23 липня (5) серпня 1879, Харків — 11 грудня 1944, місто Лебедин, похований на Мироносицькому кладовищі) — український музейний діяч, інженер-технолог, художник. Організатор та директор Лебединського міського художнього музею, тепер названого його ім'ям.

## Життєпис
Народився в місті Харківі у родині чиновника. Закінчив Харківське реальне училище, після якого вступив до Харківського технологічного інституту (механічне відділення).
Закінчив вуз, одержав звання інженера-технолога. Захоплення мистецтвом привело його до художньої студії «Голуба лілія» (1907—1912), яку організував та очолював  його приятель Євген Агафонов, учень Іллі Рєпіна та Франца Рубо. Студія приваблювала художників, поетів, мистецтвознавців.
До того ж, з 1910 по травень 1918 року Руднєв обіймав посаду асистента-фотографа в музеї красних мистецтв та старожитностей при Харківському университеті. У колекції музею знаходилися рідкісні твори зарубіжного та вітчизняного мистецтва. Все це формувало естетичні та художні смаки Руднєва.
Після революції музей при університеті залишився напризволяще. Між тим у Харкові почався голод. В цей момент сестра Руднєва, яка мешкала у Лебедині, запросила його з дружиною до себе. Так улітку 1918 року подружжя Руднєвих опинилося у Лебедині. У продовольчому відношенні у місті був відносний достаток, а у культурному — ситуація погіршувалася з кожним днем. Постала загроза знищення неоціненних скарбів, що зосереджувалися в палацах навколо Лебедина, Охтирки, Глухова. Під Сумами, такі палаци стояли в Хотіні, Кровному, Токарях, Бездрику, Залізняку. Садиби грабували і розорювали, розтягували антикваріат, палали бібліотеки та твори мистецтва.
Борис Руднєв разом з Ю. І. Базавлуком, людиною також освіченою (він невдовзі очолив у Лебедині повітову владу), почали рятувати все, що можливо.    Найбільше цінних речей вдалося врятувати з садиба Капністів у Михайлівці: вивезли художні меблі, живописні твори: портрети гетьманів Петра Сагайдачного, Павла Полуботка та його дружини, Данила Апостола, князя М. Г. Рєпніна, графа В. О. Капніста.
З садиби Анненкових у селі Боброве — портрет княгині Віри Іванівни Анненкової, з садиби поміщика і художника О. А. Красовського, що у Куличках — твори самого Красовського О. А., а також численні твори з його мистецької колекції. У таких садибах зустрічалися надзвичайно високі за рівнем виконання художні твори. Так, у Михайлівці три покоління володарів садиби зібрали чималу картинну галерею, куди входили твори італійської, голландської та фламандської школи XVII—XVIII ст. Про цінність колекції свідчить те, що п'ять портретів   з капністівської колекції були залучені С. П. Дягілевим для виставки історичного портрета, що проходила у Петербурзі на початку століття.
В 1918 році у Лебедині відбулась Перша виставка української старовини.
У 30-ті роки Руднєв організував невеликий актив краєзнавців, які вивчали історію Лебединщини, виступали з лекціями, збирали цікаві експонати.
Роки війни (1941—1943) для Руднєва Б. та очолюваного ним музею були найскладнішим. (У цей період директор вів щоденник, де записував усе, що відбувалось довкола). Вказівок що до евакуації експонатів не було. Найцінніші твори сховав і відчинив музей для відвідувачів, сподіваючись що в такий спосіб збереже його від розграбування. Декілька років сам цілодобово чергував у будину музею. Лише окремі експонати були втрачені, але в цілому збереглася вся колекція. В серпні 1943 року, коли місто звільняли від німців, шість снарядів розірвались на площі перед музеєм, але музей уцілів.
Після звільнення Лебедина Борису Кузьмичу довелося писати дуже багато пояснень, чому музей працював у роки війни.
Через чотири місяці після звільнення міста 11 грудня 1944 року Б. К. Руднєв помер. Йому було 65 років.

## Вшанування
Подвиг Руднєва, починаючи із створення, а згодом і порятунку музею і майже всієї його колекції, неоціненний. В пам'ять про свого засновника, директора, краєзнавця Лебединському художньому музею в 2008 році було присвоєно його ім'я. В музеї збереглися два живописні портрети Руднєва, написані його товаришем : Є. Агафонов «Біля роялю», 1904 рік; Є. Агафонов «Портрет Руднєва», 1904 рік, фотографії, архівні документи.